# ميات غاسينوفيتش
ميات غاسينوفيتش (مواليد 8 فبراير 1995) هو لاعب كرة قدم صربي يلعب في مركز الوسط في نادي هوفنهايم.

## روابط خارجية
- ميات غاسينوفيتش على موقع الاتحاد الدولي (مؤرشف)  (الإنجليزية)
- ميات غاسينوفيتش على موقع الاتحاد الأوربي (الإنجليزية)
- ميات غاسينوفيتش على موقع قاعدة بيانات كرة القدم.إي يو (الإنجليزية)
- ميات غاسينوفيتش على موقع ناشيونال فوتبول تيمز (الإنجليزية)
- ميات غاسينوفيتش على موقع Soccerway.com (الإنجليزية)
- ميات غاسينوفيتش على موقع عالم كرة القدم.نت (الإنجليزية)
- ميات غاسينوفيتش على موقع AS.com (الإسبانية)